# Gymnarrhena
Gymnarrhena là một chi thực vật có hoa trong họ Cúc (Asteraceae).

## Loài
Chi Gymnarrhena gồm các loài: